# Аккеркнехт, Эберхард
Эберхард Людвиг Август Аккеркнехт (нем. Eberhard Ludwig August Ackerknecht; 11 июня 1883, Байрсброн — 2 октября 1968, Цюрих) — германо-швейцарский учёный-ветеринар.

## Биография
Изучал ветеринарную медицину в Высшей школе ветеринарной медицины в Штутгарте (1902—1906), работал в Цюрихском университете с 1911 года — в 1925 году стал профессором и директором института. В 1933 году получил позицию профессора и директора ветеринарного анатомического института Лейпцигского университета. 11 ноября 1933 года был среди более девяти сотен учёных и преподавателей немецких университетов и вузов, подписавших «Заявление профессоров о поддержке Адольфа Гитлера и национал-социалистического государства»; с 1940 года являлся членом академии Леопольдина. После выхода на пенсию в 1955 году вернулся в Швейцарию.

## Работы. Память
Аккеркнехт был первым, кто описал орган полости рта млекопитающих «Organum orobasale» (Ackerknecht-Organ). С 2002 года факультет ветеринарной медицины Лейпцигского университета проводит награждения Премией имени Аккеркнехта «за отличное преподавание».
- Handbuch der vergleichenden anatomie der haustiere / Wilhelm Ellenberger; Hermann Baum. — 18. Aufl. — Berlin: Springer, 2013. — xv, 1155 с. — ISBN 978-3-540-06717-7.
- Handbuch der Schafzucht und Schafhaltung. Teil: Bd. 4., Die Leistungen des Schafes : Wolle, Fleisch, Milch, Leder, Dung / Hrsg. unter Mitarb. von Eberhard Ackerknecht — Berlin ; Hamburg : Parey, 1954. — xiv, 670 S.